# تونر پوست

تونر

در لوازم آرایشی، تونر پوست یا به اختصار تونر (به انگلیسی: Toner) به یک نوع شویه یا شوینده پوست گفته می‌شود که به منظور پاکسازی پوست و انقباض ظاهری منافذ پوستی طراحی شده‌است و معمولاً برای صورت استفاده می‌شود. تونر همچنین باعث مرطوب سازی، محافظت و شادابی پوست می‌شود. تونرها را می‌توان به روش‌های مختلف بر روی پوست قرار داد:
- بر روی پنبه. (این متداول‌ترین روش است)
- اسپری کردن بر روی صورت.
- با استفاده از ماسک صورت - یک تکه پارچه گاز پانسمان با تونر پوشانده شده و برای چند دقیقه روی صورت باقی می‌ماند.

بعضی از تونرها در موارد اولیه استفاده، ممکن است باعث تحریک پوست شوند. کاربران اغلب پس از خشک شدن تونر، سرم و مرطوب‌کننده استفاده می‌کنند.

## فواید تونر

### آبرسانی پوست
تونرها علاوه بر تمیز کردن پوست، آن را آبرسانی نیز می‌کنند. شاید بگویید بسیاری از آبرسان‌ها و کرم‌های مرطوب کننده، می‌توانند رطوبت لازم را به پوست برسانند؛ اما بایستی بدانید که تفاوت تونرها با سایر محصولات مشابه در همین قسمت است.
در واقع این محصولات به دلیل فرمولاسیون ویژه‌ای که دارند با پاکسازی عمقی و کامل پوست، اجازه می‌دهند رطوبت موجود در ساختار تونر به طور کامل به سلول‌های پوستی نفوذ کند و همین نکته است که باعث تفاوت عملکرد تونر با سایر پاک کننده‌ها می‌شود.

### خداحافظی با جوش‌های سرسیاه
تونر باعث می شود کوچکترین مواد آرایشی یا چربی از سطح پوست به طور کامل پاک شود؛ بنابراین آلودگی‌ها نمی‌توانند به منافذ پوست نفوذ کنند و باعث جوش‌های ریز و سرسیاه شوند.

### جذب بهتر محصولات مراقبت از پوست
اگر قصد استفاده از محصولات مراقبت از پوست نظیر انواع کرم‌های جوانسازی، ضد چروک و محصولات آبرسان را دارید، پیشنهاد می‌کنیم که بعد از شستشو صورت با پاک کننده‌ها، از یک تونر نیز استفاده کنید. تونرها پوست را به طور کامل پاکسازی کرده و آن را آماده جذب بیشتر و بهتر محصولات مراقبتی می‌کنند.

### لایه برداری و روشن کردن پوست
لایه برداری و روشن کردن پوست، یکی دیگر از فواید استفاده از تونر است. تونرها با پاکسازی عمیق پوست، سلول‌های مرده و تمامی پوسته پوسته‌های صورت را از بین برده، جای آکنه و جوش را کمرنگ کرده و باعث روشن شدن و شفافیت پوست می‌شوند.

### جلوگیری از ایجاد چین و چروک
اگر نگران پیری زودرس و ایجاد چین و چروک روی پوست صورتتان به مرور زمان هستید، اولین قدم استفاده از پاک کننده آرایشی درست و محصولات آبرسان است. تونرها می‌توانند در این راه به شما کمک کنند.
همان طور که در بالا هم اشاره شد، تونرها عملکردی دوگانه دارند؛ هم پوستتان را پاک و تمیز می‌کنند و هم به خوبی آبرسانی می‌کنند. بنابراین پوستتان دچار خشکی، خطوط سطحی و چین و چروک نمی‌شود. 

### تنظیم pH پوست
پوست ما به طور طبیعی دارای یک لایه محافظ اسیدی به نام "پوشش اسیدی" است که pH آن بین 4.5 تا 5.5 است. این لایه از پوست در برابر باکتری‌ها و عوامل محیطی محافظت می‌کند. با این حال، استفاده از شوینده‌های قلیایی می‌تواند این لایه را از بین ببرد و تعادل pH پوست را مختل کند. تونرها به بازگرداندن تعادل pH پوست کمک می‌کنند و این لایه محافظ را تقویت می‌کنند.

## انواع تونرها

### شاداب کننده پوست
این ها ملایم‌ترین نوع تونرها هستند. آن ها حاوی آب، و ماده هیومکتنت (آبرسان) مانند: گلیسیرین، و گاهی مقدار کمی الکل هستند (۰–۱۰٪). هیومکتنت‌ها، با جلوگیری از تبخیر رطوبت پوست به حفظ رطوبت در لایه‌های بالایی اپیدرم کمک می‌کنند. نمونه شاخص آن گلاب است.
این نوع از تونرها ملایم تر از سایرین هستند و برای استفاده بر روی پوست‌های پوست‌های خشک، کم‌آب، حساس و عادی بهترین گزینه هستند. استفاده از آن‌ها ممکن است باعث احساس سوزش در پوست حساس شود.

### تونرهای اسیدی
این ها یک فرم قوی از تونر هستند، که معمولاً حاوی آلفا هیدروکسی اسید یا بتا هیدروکسی اسید هستند. تونرهای اسیدی، به منظور لایه برداری شیمیایی پوست فرموله می‌شوند. اسیدهای گلیکولیک، لاکتیک، و ماندلیک، متداول‌ترین اسیدهای آلفا هیدروکسی هستند، که برای لایه برداری سطح پوست مناسب ترند. سالیسیلیک اسید، متداول‌ترین اسید بتا هیدروکسی برای لایه برداری در لایه‌های عمیق پوست است.

### تونرهای قابض (استرینگنت)
این نوع از تونرها قوی‌ترین فرم تونر و حاوی نسبت زیادی الکل (۶۰–۲۰٪)، مواد ضد عفونی کننده، آب و یک ماده مرطوب‌کننده هستند. در صورت استفاده از درصد الکل بالا، تونرهای قابض می‌توانند با از بین بردن چربی‌های محافظ باعث تحریک پوست شوند، و به آن آسیب بزنند.

## زمان ایده‌آل برای بهره‌گیری از تونر
استفاده از تونر در پروسه مراقبت از پوست، باید پس از تمیز کردن دقیق و کامل پوست صورت با شوینده‌ی مناسب انجام شود. دلیل این امر آن است که تونرها توانایی نفوذ به منافذ پوست را دارند و می‌توانند بقایای آلودگی‌ها و مواد آرایشی را به طور موثر از این منافذ پاک کنند. بنابراین، قبل از استفاده از تونر، لازم است که پوست صورت به دقت شسته شده و پاک گردد، و پس از آن، تونر مطابق با روش‌های استاندارد استفاده شود.